# Taz Sherman
Tajzmel Lavar Sherman, detto Taz (Missouri City, 19 luglio 1999), è un cestista statunitense.